# Ngora (district)
Ngora is een district in het oosten van Oeganda. Hoofdstad van het district is de stad Ngora. Het district telde in 2014 141.919 en in 2020 naar schatting meer dan 165.000 inwoners op een oppervlakte van 721 km². De grootste bevolkingsgroep vormen de Iteso. Verder leven er ook Kuman, Bagisu, Bagwere, Banyankole, Sabin en Bakenyi.
Het district werd opgericht in 2010 door afsplitsing van het district Kumi. Het district iw onderverdeeld in 1 town council en 4 sub-counties.